# Johann Heinrich Kopp

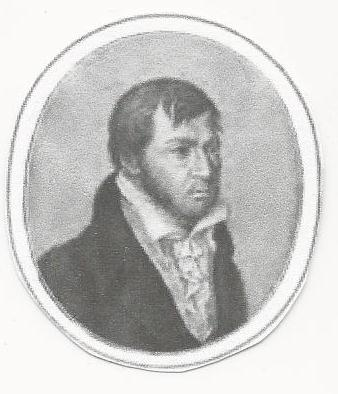
Johann Heinrich Kopp

Johann Heinrich Kopp (* 17. September 1777 in Hanau; † 28. November 1858 in Hanau) war ein deutscher Arzt und Naturforscher. Er ist der Vater des Chemikers Hermann Kopp.

## Leben
Kopp studierte Medizin in Rinteln, Marburg und Jena. Im Jahre 1800 legte er dort seine Inauguraldissertationsschrift zum Thema De causis combustionis spontaneae in corpore humano factae vor. Nach seiner 1801 in Rödelheim erfolgten Habilitation ließ er sich in Hanau nieder. 1802 erfolgte seine Berufung zum Landphysicus des Amtes Schwarzenfels.
Gemeinsam mit Ernst Karl Friedrich Merz und Karl Cäsar von Leonhard erarbeitete Kopp die 1806 erschienene systematisch-tabellarische Übersicht und Charakteristik der Mineralkörper. 1807 wurde Kopp auf den Lehrstuhl für Chemie, Physik und Naturgeschichte des Hanauer Lyzeums berufen. Im selben Jahr beschrieb er das Mineral Bieberit. 1813 erfolgte seine Ernennung zum Medizinalrat und 1815 zum Hofrat. Von 1808 bis 1820 war er Herausgeber des Jahrbuch für Staatsarzeneikunde. Im Jahre 1832 erkannte Kopp die Homöopathie als spezifische Heilmethode an.
Kopp war Leibarzt der Kurfürsten von Hessen und einer der Gründer der Wetterauischen Gesellschaft für die gesamte Naturkunde. 1812 wurde er zum korrespondierenden Mitglied der Göttinger Akademie der Wissenschaften gewählt.

## Werke
- Medizinische Topographie der Stadt Hanau. 1807
- Ausführliche Darstellung und Untersuchung der Selbstverbrennungen des menschlichen Körpers, 1812
- Beobachtungen auf dem Gebiete der ausübenden Heilkunde. 1821
- Aerztliche Bemerkungen, veranlaßt durch eine Reise in Deutschland und Frankreich. 1825
- Denkwürdigkeiten in der ärztlichen Praxis. 5 Bde. 1830–1845.